# 司凍季
司 凍季（つかさ とき、1958年10月30日 -）は、日本の小説家・推理作家。
ペンネームの名付け親は島田荘司である。

## 経歴
大分県生まれ。母親は米領フィリピン・ミンダナオ島ダバオ市生まれの日系アメリカ人。親族は五カ国語を喋る国際的な環境で育つ。
高校時代に横溝正史や松本清張を読む。
教師からのいじめのため高校にはほとんど通わず、父親の友人であったエコール・ド・パリ蒐集家の南海病院元院長緒方保之医師の院長室に足繁く通い、ギリシア哲学や文学や西洋絵画を教わる。ソファ横の床にシャガールやローランサンの油彩カンバスが無造作に数十点立てかけてある環境であった。
法政大学文学部日本文学科卒業。大学時代は文芸評論家の小田切秀雄に師事。大学2年の時、友人と文芸同人誌『法政文芸』を創刊。
同時期に都内の小説サークルで漫画原作者の狩撫麻礼に会い、毎週狩撫の原稿を読む。大学のゼミでは太宰治を専攻。22歳の時に『津軽』を読み、一週間津軽を旅する。太宰の生家「斜陽館」に泊まる。たまたま同宿した美大生が、漫画家の喜国雅彦であったことが、38年後、2018年のクリスマスに判明。卒論は「佐多稲子と戦争責任の問題」。大学卒業後に、別府大学で図書館司書資格を取得。隣の席で受講していたのが直木賞作家の佐藤正午であった。
1988年頃『東西ミステリーベスト100』で紹介されていた島田荘司に興味を持ち、作品をすべて読む。1989年9月『奇想、天を動かす』に感動し、光文社カッパ・ノベルス編集部あてに「読後の感想」を送ったことがきっかけとなり、島田と講談社ノベルス編集者であった宇山日出臣に勧められ、本格ミステリーを書きはじめる。
1991年、島田荘司の推薦により『からくり人形は五度笑う』で小説家デビュー。

## 作品リスト

### 一尺屋遙シリーズ
- からくり人形は五度（たび）笑う（1991年9月 講談社ノベルス / 1995年1月 講談社文庫）
- 蛇つかいの悦楽（1992年5月 立風書房）
  - 【改題】蛇遣い座の殺人（1996年12月 光文社文庫）
- さかさ髑髏は三度唄う（1993年10月 講談社ノベルス / 1999年5月 講談社文庫）
- 湯布院の奇妙な下宿屋（1995年1月 講談社ノベルス / 2004年3月 光文社文庫）
- 悪魔の水槽密室 - 「金子みすゞ」殺人事件（1996年8月 カドカワノベルズ / 2002年4月 光文社文庫）
- 学園街の「幽霊（ゴースト）」殺人事件（1998年12月 講談社ノベルス）

### 竜崎幸シリーズ
- 女探偵（ウーマン・アイ）・心臓を抉る恋（1994年6月 双葉ノベルス）
- 女探偵（ウーマン・アイ）・幽霊殺人事件（1995年5月 双葉ノベルス）

### その他
- 首なし人魚殺人事件（1993年1月 光文社カッパ・ノベルス）
  - 【改題】首なし人魚伝説殺人事件（1996年2月 光文社文庫）
- 毒のある果実（1993年8月 角川書店）
- 屍蝶（しかばねちょう）の沼（1998年5月 光文社カッパノベルス / 2001年2月 光文社文庫）
- 椰子の血 - フィリピン・ダバオへ渡った日本人移民の栄華と落陽 （2013年11月　原書房）

### アンソロジー収録短編
「」内が司凍季の作品
- ミステリーの愉しみ5 奇想の復活（1992年8月 立風書房）「頸折れ人形考」
- 本格推理2 奇想の冒険者たち（1993年10月 光文社文庫）「亡霊航路」
- さよならブルートレイン: 寝台列車ミステリー傑作選（2015年10月　光文社文庫）「亡霊航路」

### 雑誌掲載短編
- 幻の骨董屋（早川書房『ミステリマガジン』2001年8月号）